# رجینا تیلور
رجینا تیلور (انگلیسی: Regina Taylor؛ زادهٔ ۲۲ اوت ۱۹۶۰) یک هنرپیشه اهل ایالات متحده آمریکا است. وی از سال ۱۹۸۰ میلادی تاکنون مشغول فعالیت بوده‌است.
از فیلم‌ها یا برنامه‌های تلویزیونی که وی در آن نقش داشته‌است می‌توان به یگان، شجاعت در زیر آتش، مذاکره کننده، گم شدن اشعیا اشاره کرد.